# Arnsberger Wald

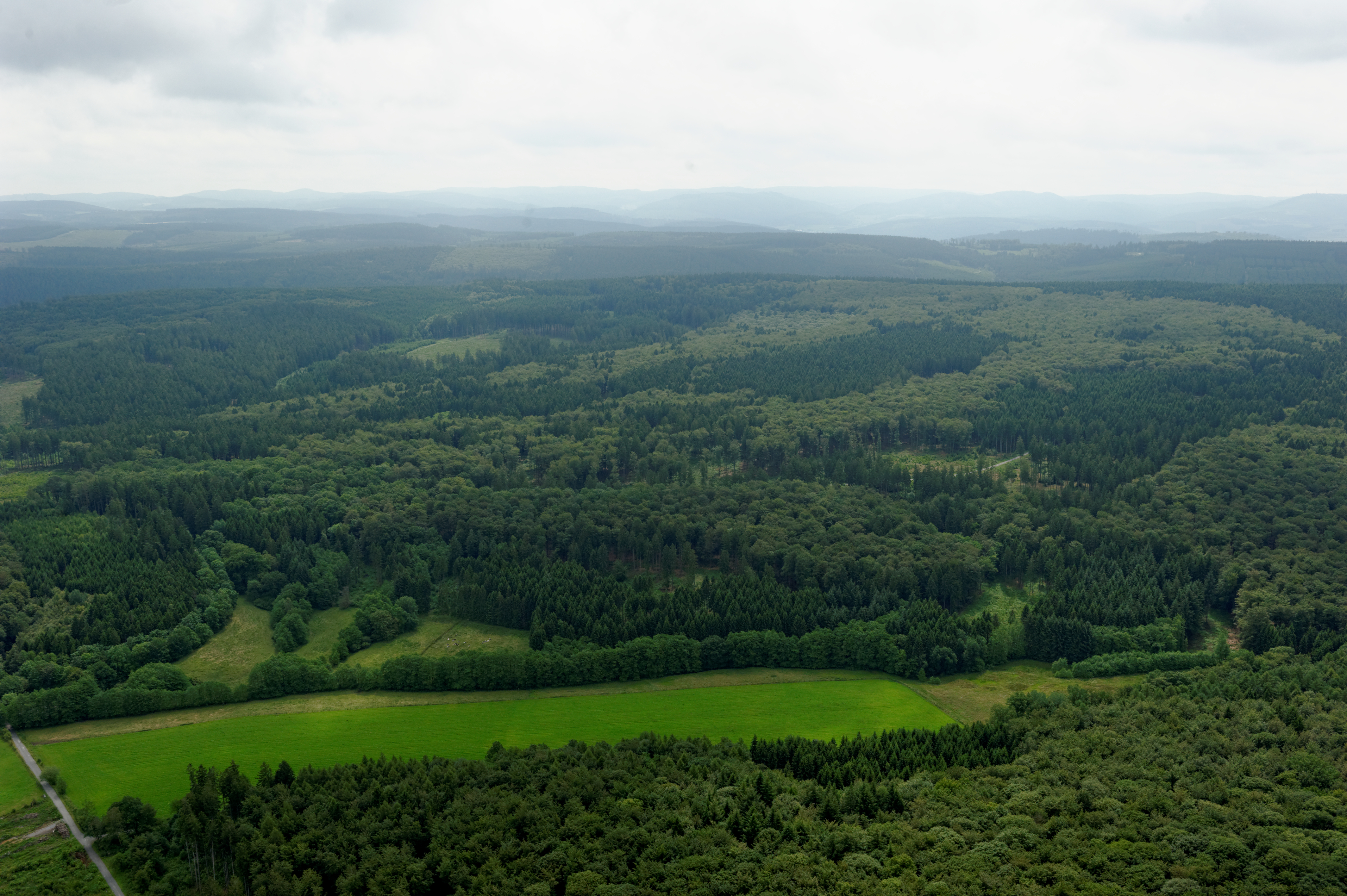
Der Arnsberger Wald aus Richtung Warstein gesehen

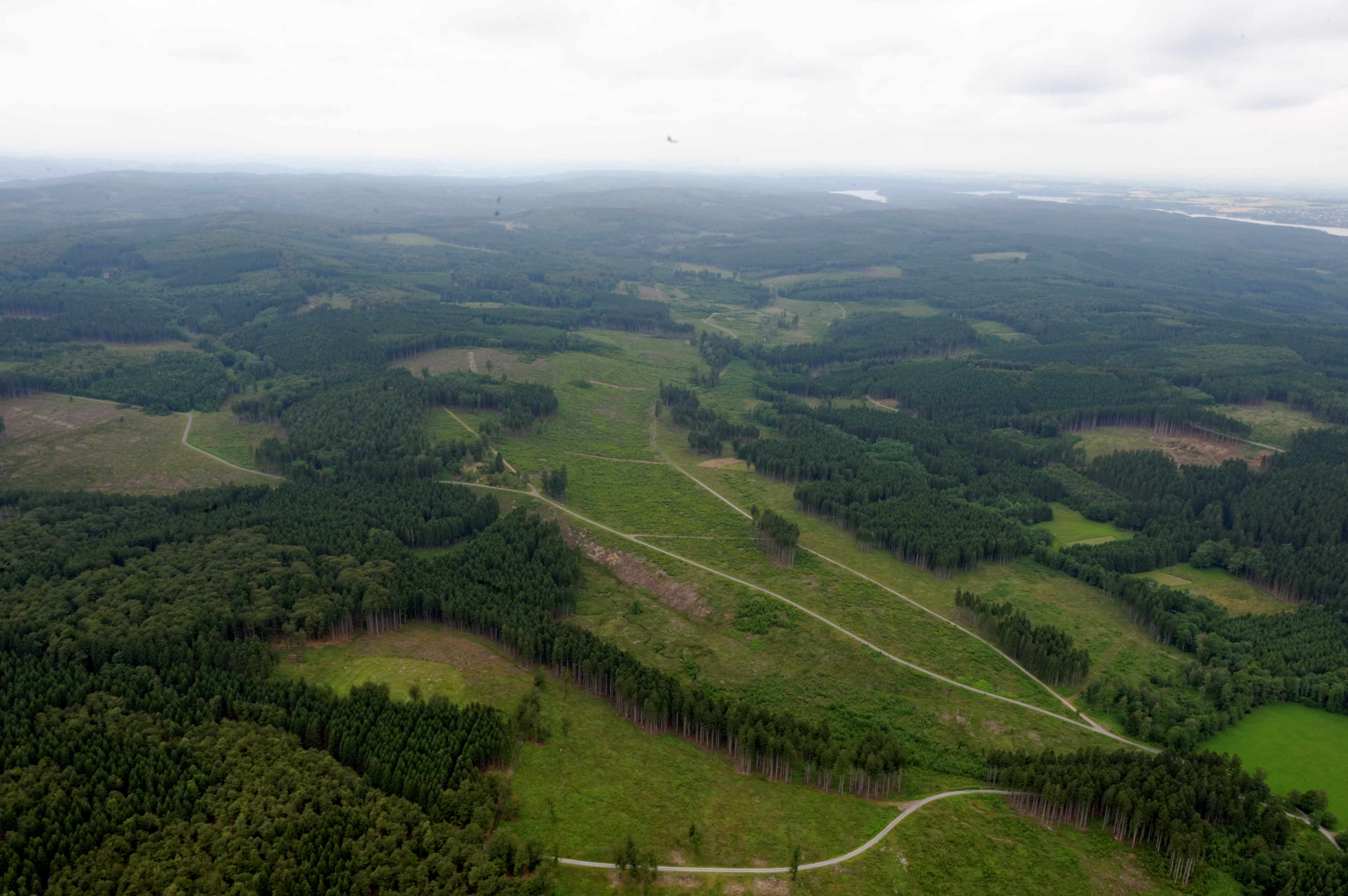
Der Arnsberger Wald südlich des Möhnestausees

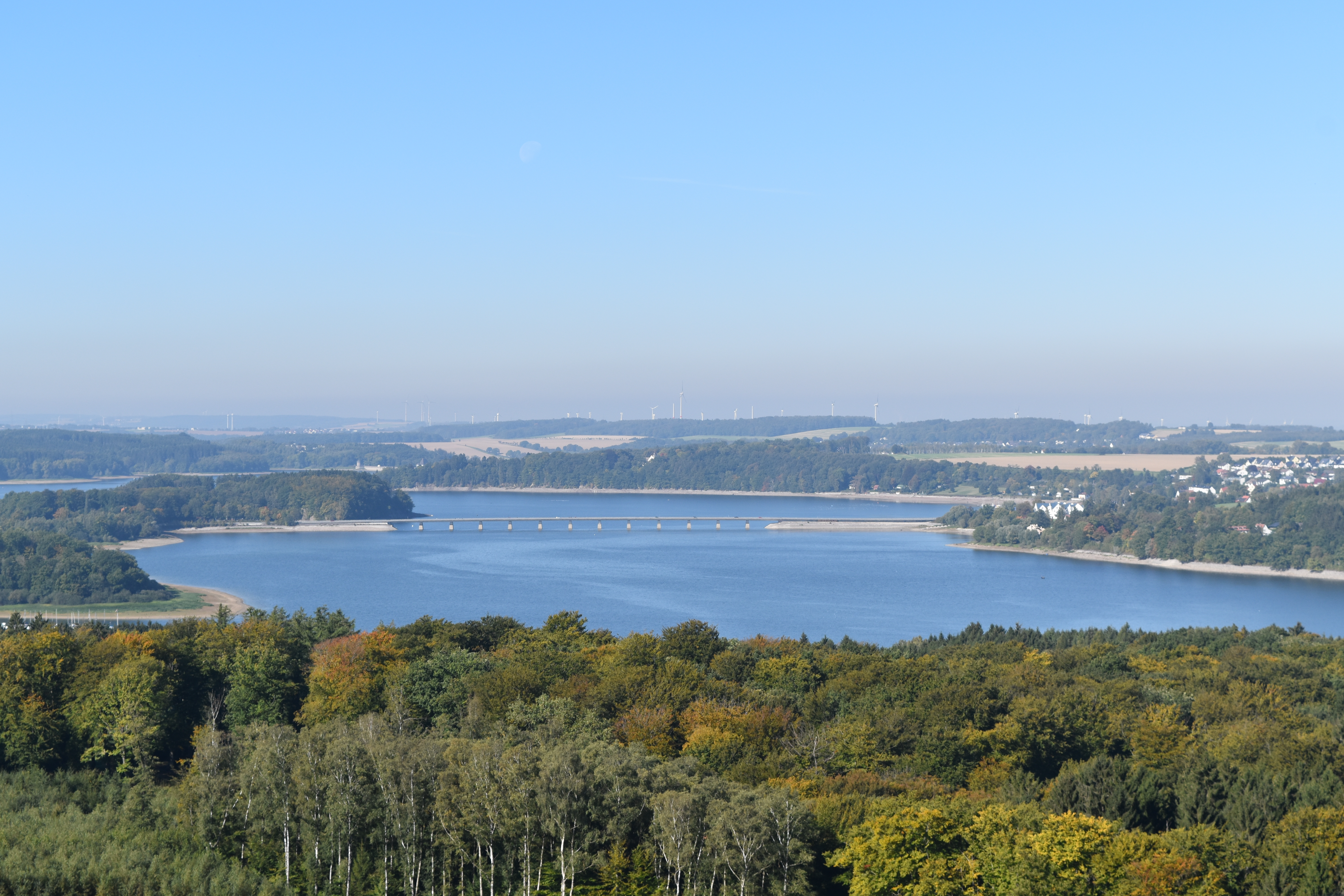
Möhnesee, Blick vom Möhneseeturm

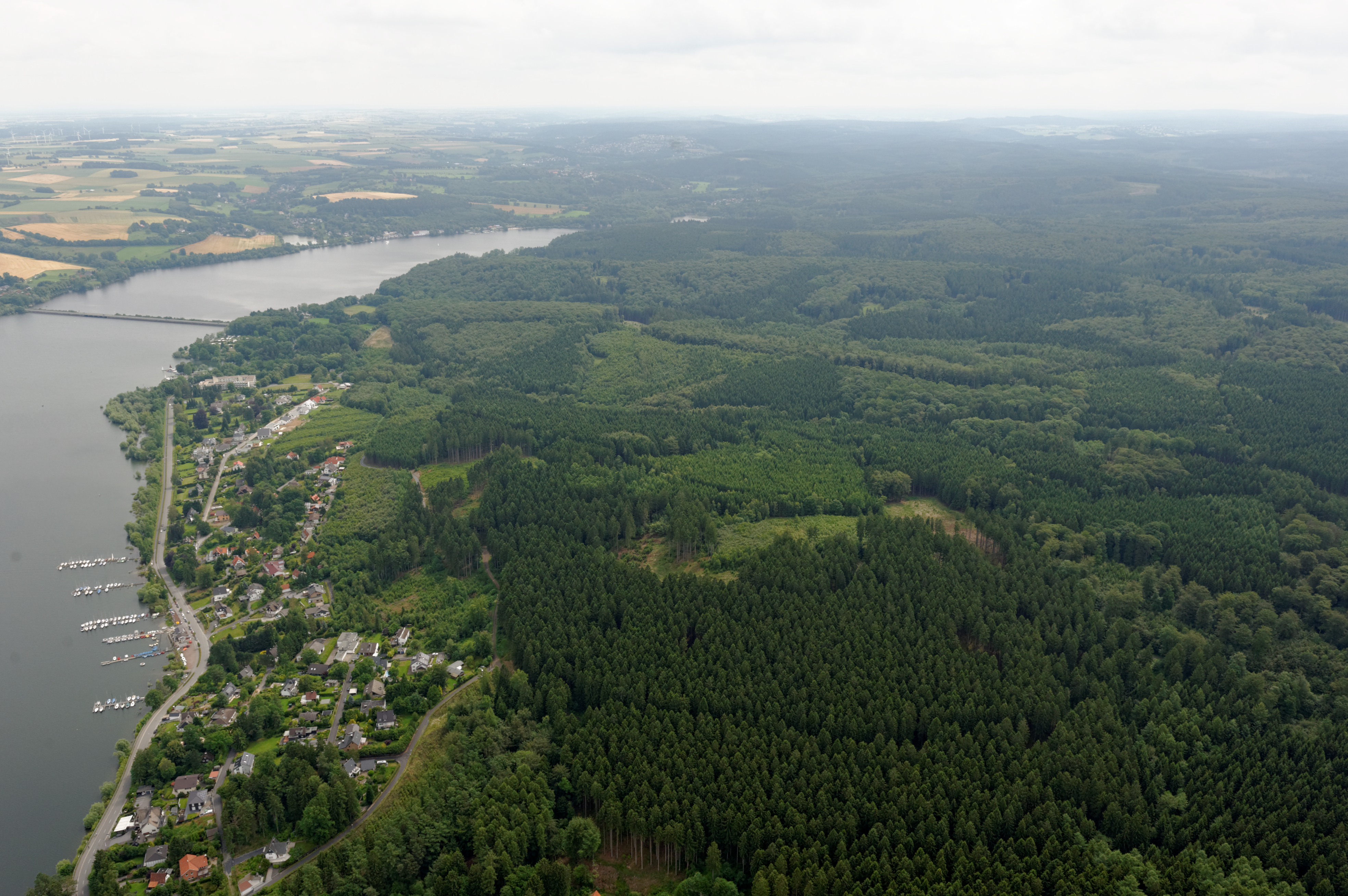
Möhnesee, Blick auf das Südufer bei Körbecke

Der Arnsberger Wald ist ein im Hochsauerlandkreis und im Kreis Soest gelegener Landschaftsraum im Regierungsbezirk Arnsberg, Nordrhein-Westfalen. Seine fast siedlungsfreie Fläche zwischen den Flüssen Ruhr und Möhne besteht aus einem uralten Waldland mit nur geringer Zerschneidung durch Straßenverkehr. Der Arnsberger Wald umfasst die Naturräume Oberer Arnsberger Wald, auch Buchwald genannt, Unterer Arnsberger Wald, auch Eichwald genannt, die Glösinger-Enster-Hänge, den Plackwald und westliche Teile des Obermöhne- und Almewaldes. In dem Landschaftsraum eingebettet liegt die Hirschberger Rodungsinsel und das Warsteiner Hügelland, die jeweils eigenständige Landschaftsräume darstellen. Der Arnsberger Wald liegt auf den Gebieten von Arnsberg, Ense, Möhnesee, Meschede, Warstein und Rüthen.
Vorwiegend zum Zweck der Erholung und eines nachhaltigen Tourismus wurde 1961 der Naturpark Arnsberger Wald gegründet. Dieser umfasst zusätzlich auch die Hirschberger Rodungsinsel, das Warsteiner Hügelland und das nördlich gelegene Offenlandgebiet zwischen Ense und Belecke bis zum Haarweg. Im Jahr 2020 wurde der Naturpark um fast das gesamte Stadtgebiet von Arnsberg erweitert.

## Beschreibung
Der Arnsberger Wald ist in Ostwestrichtung führende Höhenrücken und Talmulden gegliedert, die auf 300 bis 400 m ü. NN ansteigen. Geologisch gründet der Naturraum auf gefalteten Grauwackeschiefern des Rheinischen Schiefergebirges. Eine Geländestufe von ca. 50 m auf der Linie Neheim – Kolonie Neuhaus – Allagen grenzt den Oberen Arnsberger Wald deutlich vom nördlich gelegenen Unteren Arnsberger Wald ab, der eine deutlich flachere Geländeform und ein milderes Klima aufweist. Im Arnsberger Wald befinden sich heute großflächiger Rotfichtenwald und Laubwald. In tieferen Lagen befinden sich neben Rotfichten viel Eichenwald. In höheren Lagen ist dagegen statt Eichenwald Buchenwald anzutreffen.
Der Arnsberger Wald war früher Teil des größeren Lürwalds, der im Besitz der Grafen von Arnsberg und später der Kurfürsten von Köln war. Außer dem Tourismus hat nur die Forstwirtschaft größere Bedeutung außerhalb der besiedelten Randbereiche im Möhnetal. In dem großen Waldgebiet selbst gibt es nur kleinere Ansiedlungen. Im Unteren Arnsberger Wald liegt das Jagdschloss Sankt Meinolf.

## Gewässer
Die einzigen größeren Stillgewässer im Arnsberger Wald sind der Möhnesee und der Enser See. Zahlreiche Fließgewässer durchziehen die bewaldete Landschaft. Dazu gehören insbesondere Ruhr und Möhne, die das Waldgebiet eingrenzen, aber auch weitere im Naturpark entspringenden Möhne- und Ruhr-Zuflüsse:
- Biber (Möhne-Zufluss bei Rüthen)
- Glenne (Möhne-Zufluss nordwestlich Rüthen-Kallenhardts)
- Lörmecke (Glenne-Zufluss zwischen Suttrop und Kallenhardt)
- Heve (Möhne-Zufluss, Einmündung in den Südarm des Möhnestausees)
- Wester (Möhne-Zufluss bei Belecke)
- Wanne (Ruhr-Zufluss bei Niedereimer)

## Schutzgebiete
Der Arnsberger Wald wurden bis auf Siedlungsbereiche als Naturschutzgebiete (NSG) oder als Landschaftsschutzgebiet ausgewiesen. Gleichzeitig sind die wertvollsten Bereiche als FFH-Gebiete ausgewiesen. Teile der Schutzgebiete liegen auch außerhalb des Arnsberger Waldes.
Im Arnsberger Wald liegen die folgenden Naturschutzgebiete:
- Naturschutzgebiet Arnsberger Wald
- Naturschutzgebiet Arnsberger Wald (Meschede)
- Naturschutzgebiet Breitenbruch-Neuhaus
- Naturschutzgebiet Hamorsbruch (Meschede)
- Naturschutzgebiet Hamorsbruch und Quellbäche
- Naturschutzgebiet Oberes Lüttmecketal
- Naturschutzgebiet Moosfelder Ohl
- Naturschutzgebiet Erlenbruch am oberen Glasmeckesiepen
- Naturschutzgebiet Oberlauf der Kleinen Schmalenau
- Naturschutzgebiet Bormecker Bachtal
- Naturschutzgebiet Hevearm und Hevesee
- Naturschutzgebiet Schmalenaus Bruch
- Naturschutzgebiet Giesmecketal
- Naturschutzgebiet Kümmecke
- Naturschutzgebiet Wannebach
- Naturschutzgebiet Kleines Gebketal
- Naturschutzgebiet Erlenbruch im Gebketal
- Naturschutzgebiet Schneeberg
- Naturschutzgebiet Oberlauf des Meimkebaches
- Naturschutzgebiet Oberes Gebketal
- Naturschutzgebiet Soestmecke

Im Arnsberger Wald liegen die folgenden Landschaftsschutzgebiete:
- Landschaftsschutzgebiet Kreis Soest
- Landschaftsschutzgebiet Arnsberg
- Landschaftsschutzgebiet Meschede
- Landschaftsschutzgebiet Breitenbruch
- Landschaftsschutzgebiet Ortsnahe Freiflächen bei Enste
- Landschaftsschutzgebiet Lattenberg
- Landschaftsschutzgebiet Hevensbrinktal
- Landschaftsschutzgebiet Uentrop-Wintrop

Im Arnsberger Wald liegen die folgenden FFH-Gebiete:
- FFH-Gebiet  Arnsberger Wald
- FFH-Gebiet Hamorsbruch und Quellbäche
- FFH-Gebiet Heveoberlauf
- FFH-Gebiet Kleine Schmalenau und Hevesee

## Nationalpark Arnsberger Wald
Im September 2023 veröffentlichten Umwelt-, Wirtschafts- und Landwirtschaftsministerium in NRW eine Liste mit sechs potenziellen Gebieten, darunter der Arnsberger Wald, für einen zweiten Nationalpark in NRW. In einem Bewerbungsverfahren sollen bis Ende des ersten Quartals 2024 formale Bewerbungen für den neuen Nationalpark eingereicht werden. Über den möglichen Nationalpark Arnsberger Wald gab es in der Folge intensive Diskussionen. Im Dezember 2023 lehnten es die Kreistage vom Hochsauerlandkreis und vom Kreis Soest ab, am  Prozess der Nationalpark-Bewerbung teilzunehmen. Im HSK waren 28 zu 22 Stimmen gegen den Nationalpark Arnsberger Wald.
Im Frühjahr 2024 startete ein Bürgerbegehren Nationalpark Arnsberger Wald im Hochsauerlandkreis. Das Bürgerbegehren scheiterte, da nur etwa 5000 Stimmen für einen Nationalpark Arnsberger Wald abgeben wurde, aber 8614 Stimmen für einen Erfolg notwendig gewesen wären.

## Tourismus und Wandern
Der Möhnesee wird für Wassersport aller Art genutzt. Das Motorbootfahren ist verboten, mit der Ausnahme von Ausflugschiffen und von Rettungsbooten.
Viele Wanderwege erschließen den Arnsberger Wald und dessen Berge und Täler. Die bekanntesten sind der Uplandweg, der in Nord-Süd-Richtung von Soest über Körbecke nach Neuhaus, Breitenbruch und Arnsberg verläuft, und der Rennweg, der in Ost-West-Richtung auf der ersten Anhöhe südlich des Möhnestausees angelegt wurde und nach Warstein führt. Weitere Wanderwege sind der Plackweg und die Sauerland-Waldroute.
Von vielen Parkplätzen, die sich unter anderen an der Südseite des Möhnestausees und im Hevetal befinden, kann man Rundwanderungen unternehmen. Etliche Ausflugs-Gaststätten, beispielsweise am Südrand des Stausees sowie in den im Arnsberger Wald liegenden Dörfern Neuhaus und Breitenbruch gelegen, stehen den Wanderern zu Diensten.
- Siehe hierzu auch: Hauptwanderstrecken des Sauerländischen Gebirgsvereins

## Windkraft
Ab 2018 gab es massiven Streit um den geplanten Bau von 15 Windrädern im Arnsberger Wald auf Warsteiner Stadtgebiet. Im Oktober 2018 gab es einen Appell an die Landesregierung einer Warsteiner Anti-Windkraft-Initiative. Diesen Appell unterzeichneten auch Erzbischof Hans-Josef Becker, der frühere Chef der CDU/CSU-Bundestagsfraktion, Friedrich Merz, und die Inhaberin der Warsteiner Brauerei, Catharina Cramer.

## Filme
- Unsere Wälder - Der Arnsberger Wald im Winter 2024